# مکرتیچ تر-کاراپتیان
مکرتیچ آرتاشسی تر-کاراپتیان (ارمنی: Մկրտիչ Արտաշեսի Տեր-Կարապետյան؛ زادهٔ ۲۲ اکتبر ۱۹۱۰ - درگذشته ۴ مارس ۱۹۸۲) یک زیست‌شیمی‌دان و استاد اهل ارمنستان بود.

## زندگی‌نامه
در ۲۲ اکتبر ۱۹۱۰ در استان ارزروم به دنیا آمد و از دانشگاه پاریس، دانشگاه سن ژوزف (لبنان) و دانشگاه پاریس-سوربن فارغ‌التحصیل شد. وی عضو فرهنگستان ملی علوم ارمنستان بود.  وی در ۴ مارس ۱۹۸۲ در سن ۷۱ سالگی در پاریس درگذشت.

## یادداشت
1. ↑  բժշկական գիտությունների դոկտոր
2. ↑  կենսաբանական գիտությունների դոկտոր